# La fuga di Logan (film)
La fuga di Logan (Logan's Run) è un film di fantascienza del 1976, diretto da Michael Anderson, tratto dal romanzo omonimo di William F. Nolan e George Clayton Johnson.
È considerato un film di culto, con la sua miscela di sociologia, fantascienza ed allegoria ad ampio raggio che ha ispirato una serie televisiva omonima negli anni 1977-1978 e altre opere derivate nei media.

## Trama
Nel 2274 alcune migliaia di sopravvissuti a una guerra nucleare globale vivono in una città "bioecologicamente" bilanciata e chiusa sotto una cupola impenetrabile, completamente controllata ed automatizzata da un potentissimo computer ubiquitario. Gli esseri umani che vivono all'interno della città, ignari di tutto ciò che esiste all'esterno e praticamente prigionieri del computer, conducono un'esistenza pianificata sotto tutti gli aspetti e assistita da servomeccanismi che permettono loro una vita assolutamente agiata, quasi completamente priva di lavoro e mansioni, tra lussi, divertimenti, assoluto benessere e spensieratezza.
Gli individui non vi nascono naturalmente ma vengono clonati dal sistema, seguendo alcune varianti genetiche per mantenere una certa diversità comunque molto limitata. Per risolvere ogni problema di sovrappopolazione è stato istituito, dal controllo computerizzato centrale, un sistema di limitazione del numero degli abitanti: l'eutanasia forzata a 30 anni.
Per compiere questo procedimento senza l'opposizione della popolazione a ognuno, sin dalla nascita, viene innestata una sorta di cristallo a variazione cromatica nel palmo della mano; la piccola pietra incastonata funziona da contatore dell'età, variando di colore da bianca alla nascita fino a nera alla morte; nell'ultima fase la gemma appare di colore rosso, sempre più intenso, fino al raggiungimento del trentesimo anno quando comincia a lampeggiare segnalando la scadenza finale, alla conclusione della quale la persona parteciperà al Carousel, una spettacolare cerimonia collettiva periodica, condotta in un anfiteatro con tanto di pubblico giubilante, al termine della quale si fa credere che il soggetto venga "rinnovato" reincarnandosi in un nuovo nascituro per ricominciare il ciclo della vita, ma in realtà viene ucciso in modo spettacolare per far posto al suo successore neonato.
Il protagonista, Logan 5 (ovvero quinta reincarnazione del genotipo denominato Logan), lavora nell'élite privilegiata dei "sorveglianti", guardiani con il compito di sopprimere i "disertori", coloro che vogliono sottrarsi al Carousel. Inizialmente è molto zelante riguardo alle problematiche della sua mansione, e in realtà appare come uno dei migliori se non il migliore del suo campo, anche se tra le pieghe della sua mente cominciano a insinuarsi dubbi riguardo all'effettivo "rinnovamento" tanto osannato quanto radicato in tutta la società.
La costante tranquillità dei cicli di "rinnovamento" in realtà viene turbata e messa in discussione da una esigua rete segreta di disertori che talvolta riescono inspiegabilmente a sottrarsi al Carousel per sparire apparentemente nel nulla. Il computer decide di indagare sui pochissimi indizi raccolti nel tempo: così il sistema di controllo centrale incarica Logan 5, in qualità di sorvegliante affidabile ed esperto, di smascherare e sgominare questo movimento sovversivo una volta per tutte.
Gli indizi e le tracce sono pochissime, praticamente si sa solo che i disertori per mezzo di una chiave ankh si rifugerebbero in un misterioso luogo chiamato "Santuario", pertanto il computer decide di infiltrare Logan 5 tra i sovversivi e per rendere la situazione più credibile procede con una retroprogrammazione, praticamente viene riprogrammata la sua scadenza, togliendogli gli ultimi quattro anni di vita che gli spettavano; la pietra di Logan a questo punto inizia a lampeggiare segnalando per lui l'inevitabile imminenza del Carousel. Logan domanda se al termine della missione gli verranno restituiti gli anni che restavano, ma il computer tace in maniera eloquente.
Da questo momento inizia la fuga di Logan vera e propria. In modo concitato mentre viene braccato dagli altri sorveglianti all'oscuro della sua missione segreta, in particolare dal suo compagno e migliore amico Francis 7 che diviene la sua nemesi, Logan 5 riesce ad individuare e circuire una ragazza in qualche modo implicata nelle fughe al Santuario.
La ragazza, Jessica 6, si innamora di Logan e decide non solo di aiutarlo ma di fuggire con lui nonostante il suo tempo del rinnovamento non fosse ancora giunto. A questo punto però Logan capisce a sua volta le ragioni e la sincerità di Jessica, decide di lasciare il doppio gioco e di fuggire realmente al Santuario, abbandonando definitivamente la missione che oltretutto non gli dava garanzie di sopravvivenza anche in caso di successo.
Arrivati con l'aiuto di alcuni disertori (tra cui Holly) nei segreti bassifondi inesplorati della città, i due si rendono conto di un'amara verità; scoprono vasti criomagazzini alimentari gestiti da un solitario androide chiamato Box in preda a delirio di onnipotenza; Box confida ai due fuggiaschi che i rifornimenti di plancton, che permettono la fabbricazione dei prodotti alimentari per la città, da tempo sono venuti a mancare e che al loro posto sono cominciati ad arrivare rifornimenti di esseri umani. Nessuno perciò aveva mai raggiunto l'ipotetico Santuario in quanto tutti i fuggiaschi venivano intercettati da Box per essere congelati e trasformati in derrate alimentari per la città.
Dopo varie peripezie e sempre braccati da Francis 7, Logan e Jessica riescono ad arrivare nel mondo esterno, precisamente si ritrovano in una Washington postatomica, ridotta a rovine in mezzo a una foresta; quando incontrano un anziano e vedono la gemma inerte divenuta di color grigio, si rendono conto che la vita naturale sulla superficie è di nuovo possibile. Dopo l'ultimo scontro con Francis 7, nel quale il sorvegliante muore, decidono di tornare nella città con l'anziano per dimostrare a tutti la realtà della vita all'esterno e porre fine all'esistenza artificiale a cui li aveva condotti il rito del Carousel imposto dal computer centrale.
Tornati nella città, i due passano inosservati e nessuno presta loro credito. Logan viene catturato e ricondotto al computer centrale che lo interroga; anche penetrando ciberneticamente nella sua mente, il computer tuttavia non riesce a comprendere il fatto che il Santuario non sia mai esistito ma i due siano riusciti comunque a fuggire, innescando nella macchina un conflitto che la manda in tilt. Una reazione a catena disabilita completamente tutti i sistemi e distrugge la città, rendendo a questo punto evidente a tutti la realtà esterna. Logan e Jessica escono dalla città in rovina osservando gli altri cittadini che gioiscono alla vista dell'anziano, prova che vivranno oltre i trent'anni imposti.

## Riconoscimenti
- 1977 - Premio Oscar
  - Migliori effetti speciali (Oscar Speciale) a L. B. Abbott, Glen Robinson e Matthew Yuricich
  - Candidatura alla Migliore fotografia a Ernest Laszlo
  - Candidatura alla Migliore scenografia a Dale Hennesy e Robert De Vestel
- 1976 - Saturn Award
  - Miglior film di fantascienza
  - Migliore fotografia a Ernest Laszlo
  - Migliore scenografia a Dale Hennesy e Robert De Vestel
  - Migliori costumi a Bill Thomas
  - Miglior trucco a William Tuttle

## Opere derivate
Il successo del film causò lo sviluppo di media correlati.

### Fumetti
Con il titolo Logan's Run sono state realizzate anche due serie di fumetti:
- La prima fu prodotta dalla Marvel Comics nella stagione 1976-1977 con 7 numeri, la cui raccolta è stata stampata in Italia sotto l'egida dell'Editoriale Corno nell'ottobre del 1978.[1]
- La seconda nella metà degli anni ottanta, per opera di Nolan con la Malibu Graphics.

### Televisione
- La fuga di Logan (Logan's Run, 1977-1978), serie televisiva

## Citazioni e omaggi
- Il film The Island del 2005 diretto da Michael Bay, pur avendo una trama assai differente dal film in oggetto, presenta alcune analogie con La fuga di Logan. Anche nella pellicola di Bay i due protagonisti Lincoln 6 Echo e Jordan 2 Delta fuggono da un mondo artificiale; nelle ultime scene poi si vedono i cloni uscire all'aperto, esattamente come gli abitanti della metropoli, che si sta distruggendo. È forte il richiamo tra i nomi utilizzati da Michael Anderson per i due protagonisti Logan 5 e Jessica 6, con quelli della pellicola di Michael Bay.
- Nel videogioco Fallout: New Vegas uno dei tratti aggiunti con il contenuto scaricabile Old World Blues è "Scappatoia di Logan" il quale blocca il livello massimo raggiungibile a 30. Sia il nome del tratto che il livello massimo sono riferimenti al film.
- Nell'episodio 4 della seconda stagione de I Griffin il cane Brian, mentre affronta la sua crisi di mezza età con uno psichiatra, parla di un sogno a tema fantascientifico che ha avuto, in cui vede se stesso nei panni di un disertore in La fuga di Logan che fugge dai sorveglianti. La parodia immaginaria di Brian si conclude con lui che indica ai sorveglianti di prendere Snoopy al suo posto, con la pretesa che "avrà almeno 50 anni".
- Nell'episodio 19 Stagione 11 de I Simpson la telecronista del concerto per lo Spring Break si accorge che il suo tempo è finito perché il cristallo nella sua mano diventa rosa e viene portata via da un addetto alla sicurezza (minuto 8:05).
- Gli Star One hanno realizzato una canzone, Lastday, ispirandosi a questo film; il brano è contenuto nel loro secondo disco, Victims of the Modern Age.
- L'episodio 2 della serie animata Close Enough è una parodia di questo film: i protagonisti vanno in una discoteca dove chi ha più di 30 anni viene ucciso da una ventola sul soffitto.
- Nell’episodio 19 della settima stagione di Friends, Ross, dice che La fuga di Logan è il film più sensuale mai esistito.

## Rifacimento
Un progetto per realizzare una rivisitazione de La fuga di Logan era in sviluppo già alla metà degli anni novanta. Nell'aprile 2000, il produttore Joel Silver contattò Skip Woods per offrirgli regia e sceneggiatura del film, che più tardi accettò. Woods aveva in mente una versione più fedele al romanzo, facendo notare come argomenti del tipo Crazy Horse Mountain potevano essere benissimo eliminati.
Per quattro anni del progetto non si seppe nulla, facendo presumere un secondo blocco della produzione, ma durante la primavera del 2004 ricominciarono i lavori alla produzione. In marzo fu scritturato Bryan Singer come regista, che iniziò a lavorare al film con la collaborazione dello scenografo Gy Dias. La scrittura della sceneggiatura fu affidata a Ethan Gross e Paul Todisco. L'uscita della pellicola fu fissata al 2005. In ottobre si giunse alla previsualizzazione, annunciando che la lavorazione sarebbe iniziata a Sydney dopo il completamento di Superman Returns, altro film a cui Singer stava dedicandosi.
Dan Harris fu incaricato di riscrivere la sceneggiatura alcuni mesi dopo; annunciò d'essere intenzionato a orientare la pellicola verso l'azione rimanendo comunque fedele al romanzo. In febbraio Harris fu sostituito da Christopher McQuarrie.
Un altro anno di fermo congelò la produzione. Nel 2006 venne annunciato che le riprese si sarebbero svolte presso i Vancouver Film Studios in autunno, e Singer annunciò d'essere più propenso a lavorare al sequel di Superman Returns, annunciando che avrebbe compromesso temporaneamente la sua disponibilità al remake e abbandonandolo ufficialmente qualche tempo dopo.
Nel frattempo la Warner Bros. aprì vari colloqui alla ricerca di un nome per la regia e la sceneggiatura, contattò in primis il duo Robert Schwentke-James McTeigue per scrivere il film, ma i due rifiutarono il posto.
Il dissociamento dal film da parte di Singer, i ritardi di produzione e i problemi relativi a una sceneggiatura non consistente più volte reiscritta per mano di diversi autori portarono alla chiusura degli uffici di produzione nell'agosto 2007. La Warner Bros. annunciò d'aver messo da parte il rifacimento come conseguenza al semaforo verde dato a un progetto più lucroso: Speed Racer.
A rivitalizzare la produzione si interessò il produttore Joel Silver, che dichiarò le sue intenzioni di realizzare il film partendo da zero su ogni fronte e soprattutto ricercando un nuovo regista, visto che Singer non era più interessato a riassociarsi. Sotto la guida di Silver vengono assunti Joseph Kosinski e Timothy J. Sexton rispettivamente come regista e sceneggiatore. Kosinski è stato assunto dopo aver mostrato alla Bros. i suoi piani per la produzione e alcuni concetti artistici sul film.
A distanza di tre anni, nel maggio 2010, fu annunciato che Carl E. Rinsch era in trattative avanzate per dirigere il film. In seguito, ai primi di giugno, Silver confermò ufficialmente l'entrata a far parte della produzione di Rinsch, spiegando che all'epoca era in corso la scrittura di una nuova sceneggiatura e che se tutto fosse andato per il verso giusto il film sarebbe stato girato con l'ausilio della tecnologia 3D.